# Drebin 893
(Battuta ricorrente di Drebin)
Drebin 893, o solamente Drebin, è un personaggio della serie Metal Gear apparso in Metal Gear Solid 4: Guns of the Patriots ed è sempre accompagnato dalla sua scimmietta chiamata Little Gray. Fa parte di un gruppo di riciclatori d'armi vastissimo e diffuso in tutto il mondo, chiamato "DREBINS". Ogni membro ha il suo stesso nome in codice ed il numero di matricola: il suo è appunto 893. Come detto, Drebin è un riciclatore d'armi: infatti è capace di togliere il chip ID dell'arma così da poter essere utilizzata da chiunque. Ogni membro del suo gruppo ha in dotazione uno Stryker nel quale ci si può trovare ogni tipo d'arma e non solo. Sulla fiancata del veicolo è scritto lo slogan: "Eye Have You". Drebin è doppiato da Keiji Fujiwara nella versione giapponese e da Khary Payton in quella inglese.

## Storia
Drebin nasce in Uganda. Durante una delle guerre per procura dei Patriots è l'unico della sua famiglia a sopravvivere. Più tardi viene rapito dai membri del gruppo ugandese anti-governo, l'Esercito di Resistenza del Signore dove diventa un bambino soldato e cresce sul campo di battaglia, rimediandosi quella cicatrice sul lato sinistro del volto. Dopodiché viene assunto dalla ArmsTech ed entra a far parte del gruppo "Drebin" diventando un riciclatore d'armi in nero. Durante gli eventi dell'economia bellica i suoi clienti variano da semplici soldati a milizie locali ad eserciti privati in paesi come Somalia, i Balcani, il Libano, Perù, Kashmir, eccetera.

## Guns of the Patriots
Drebin incontra per la prima volta Solid Snake in Medio Oriente, raccontandogli della sua attività di riciclaggio d'armi, sostenendo di essere un dipendente dell'AT Security, spiegandogli i fatti dell'economia bellica e di come un giorno o l'altro l'intero mondo sprofondi nella guerra. Infine regala a Snake un M4 modificato ma, dopo una prova, si accorge che non funziona. Capendo che Snake ha la "prima generazione" di nanomacchine in corpo, gliene inietta una di "ultima generazione" non sapendo che gli ha iniettato anche una nuova variante di virus FoxDie programmato per fargli uccidere gli ex-membri fondatori dei Patriots: Ocelot, EVA e Big Boss. Salverà Snake e la Rat Patrol 01 di Meryl con l'aiuto di Akiba durante il dirottamento del sistema Sons of the Patriots da parte di Liquid Ocelot.
Come promesso alla fine del loro primo incontro, Drebin tiene d'occhio Snake, pedinandolo fino alla base di Liquid in Sud America, spiegandogli della nuova unità reclutata da Liquid, ovvero il reparto Beauty and the Beast o SNAKEHOUND Unit e la verità dietro la rete IA dei Patriots. Chiamerà poi Snake raccontandogli la storia di Laughing Octopus, negando di sapere qualcosa del nuovo ceppo di virus, chiarendo con lui che non trarrebbe alcun vantaggio con la sua morte e rivelando che l'iniezione è stata effettuata solo per tenerlo sotto sorveglianza. Si recherà, in un secondo momento, a bordo del suo Stryker, al salvataggio della dottoressa Naomi Hunter, rapita da Vamp, e di Snake sotto attacco da parte di una delle fazioni dell'esercito privato di Liquid e di un altro dirottamento del Sons of the Patriot. Dopo una lunga fuga, scontratosi con un gruppo di Gekko ed un altro Stryker, si congederà dall'azione lasciando il lavoro di sistemare i Gekko a Raiden ed a salvare Naomi a Snake ed Otacon.
Nonostante non compare fisicamente nei due successivi capitoli, terrà comunque sott'occhio Snake chiamandolo alla fine di ogni suo scontro con gli altri membri dell'unità The Beauty and the Beast e sbloccandogli le rispettive armi.
Ricompare a bordo della USS Missouri di Mei Ling, procurando armi ai soldati e facendo uno sconto della merce del suo negozio grazie al crollo delle vendite di armi per colpa della definitiva disattivazione del sistema Sons of the Patriots da parte di Liquid. Fornisce anche una catapulta alla nave che verrà usata da Snake, Meryl ed Akiba per infiltrarsi nell'Outer Haven.
Dopo che Snake distrusse GW, e così tutti i sistemi dei Patriots, causando la fine dell'economia bellica, si reca al matrimonio di Johnny e Meryl con il suo Stryker dove dà un'altra dimostrazione della sua abilità di mago: con lo schiocco delle dita, fa uscire dal suo tank, una pioggia di petali ed uno stormo di colombe in volo, arricchito con una gran quantità di champagne a bordo e l'immancabile presenza della sua scimmietta Little Gray, la quale, ruba a Mei Ling il bouquet di fiori lanciato da Meryl, irritandola non poco. Infine rivelerà ad Otacon di non essere un dipendente della ArmsTech, ma di lavorare proprio per conto dei Patriots, spiegando che riusciva a riciclare le armi perché essi glielo lasciavano fare e non perché lavorava all'AT Security e facendo in modo che riuscissero nella missione di eliminare Liquid Ocelot con l'aiuto della squadra di Meryl: infatti il nome "RAT PT 01" è un anagramma di "PATR10T". Chiarirà con Otacon che non ci sono rancori con lui e Snake, poiché gli altri membri del suo gruppo hanno fondato una società di riciclaggio d'armi chiamata "DREBINS". Oltretutto confesserà che il nuovo ceppo di FoxDie iniettato nel corpo di Snake farà sì che il vecchio non lo trasformerà in un'arma di distruzione di massa, facendogli passare gli ultimi giorni della sua vita in pace e tranquillità.